# Dorothy Virginia Nightingale
Pour les articles homonymes, voir Nightingale.
Dorothy Virginia Nightingale (21 février 1902 - 12 juin 2000) est une chimiste organique américaine connue pour ses recherches sur la chimiluminescence et la réaction de Friedel-Crafts. Dorothy Nightingale dirige les recherches de 24 étudiants en doctorat et de 26 étudiants en maîtrise et est l'autrice de 56 publications scientifiques.

## Vie personnelle
Nightingale naît et grandit dans le Colorado, jusqu'à ce que, à l'âge de dix-sept ans, la famille emménage à Columbia (Missouri). La mère de Dorothy Nightingale, Jennie Beem, était enseignante et secrétaire avant d'épouser l'éleveur William David Nightingale. Nightingale ne s'est jamais mariée, mais ses élèves sont devenus comme sa famille élargie. Après sa retraite, elle retourne dans le Colorado, où elle est née, pour vivre le reste de sa vie dans une communauté de retraités appelée Frasier Meadows. Elle s'adonnait à l'alpinisme et prenait des photos de champs de fleurs sauvages. Nightingale aimait également voyager.

## Enfance et formation
La mère de Dorothy Nightingale a éveillé l'intérêt de sa fille pour la chimie. Un groupe d'étudiants a emmené la jeune Nightingale en excursion et lui fait la démonstration d'un certain nombre d'expériences de chimie à l'Université d'État du Colorado. Nightingale poursuit des études de chimie à l'université du Missouri. En fait, à l'âge de dix-sept ans, Nightingale commence son éducation post-secondaire en travaillant comme correctrice dans le département de langue allemande. Elle avait l'intention de devenir professeure de langue au lycée. Cependant, Herman Schlundt, un professeure de chimie à l'université du Missouri, est une figure de soutien pour l'avenir de Nightingale et il l'a convaincue de suivre des études supérieures afin qu'elle puisse réaliser son rêve de devenir enseignante, mais au niveau universitaire. Dorothy Nightingale a également obtenu une maîtrise à l'université du Missouri. Sa thèse finale était basée sur les halogénures d'organomagnésium et les composés luminescents, mais elle va à l'université de Chicago pour un doctorat en chimie, décerné en 1928. La thèse de doctorat de Nightingale gale se concentrait sur des études dans les séries Merexide et Alloxantine. Nightingale était membre de la Honors society pendant son séjour à l'université de Chicago.

## Carrière
Dorothy Nightingale rejoint le personnel de l'université du Missouri en tant qu'instructrice en 1923 (l'une des deux seules femmes instructrices en chimie) et y est retourné après avoir obtenu un doctorat. Nightingale publie 56 articles tout en dirigeant les recherches de 24 étudiants en doctorat et de 26 étudiants en maîtrise. Les recherches de Dorothy Nightingale ont porté sur la chimiluminescence, le mécanisme de la réaction de Friedel-Crafts, les réactions des nitroparaffines avec les cétones alicycliques et les réactions des azadispirocétones. Ces travaux ont eu un impact important sur le développement de méthodes de production de divers produits chimiques impliquant des réactions dangereuses, comme l'essence à indice d'octane élevé, les caoutchoucs et plastiques synthétiques et les détergents.
En 1938, Dorothy Nightingale prend un congé sabbatique à l'université du Minnesota, dont il a adapté le contenu des cours et l'équipement de recherche de pointe afin d'améliorer le programme de chimie organique du Missouri.
En outre, Dorothy Nightingale a consacré une grande partie de son temps à des projets de recherche gouvernementaux au cours de sa carrière. Pendant la Seconde Guerre mondiale, Dorothy Nightingale et ses collègues H.E. French et H.E. Ungnade ont servi d'enquêteurs pour le Comité de la recherche médicale des États-Unis au sein de l'Office de la recherche et du développement scientifiques dans le cadre d'une recherche de nouveaux antipaludiques. Le groupe a préparé un certain nombre d'alpha-(dialkylaminoalkyl) acénaphtène-méthanols et d'isoquinolines analogues, mais aucun n'était plus efficace que ceux déjà utilisés. Au fil des ans, elle continue à progresser dans le département de chimie de l'université du Missouri, passant d'instructrice à professeure adjoint, pour finalement devenir professeure en 1958. En 1959, Dorothy Nightingale reçoit la médaille Garvan, décernée par l'American Chemical Society, pour services distingués rendus à la chimie. En 1972, Dorothy Nightingale a cessé d'enseigner et est membre du comité Emeritus jusqu'en 1975.
En outre, Dorothy Nightingale publie le livre intitulé A History of the Department of Chemistry University of Missouri-Columbia, 1843-1975,. Avant de prendre sa retraite, Nightingale devient directrice des études supérieures à l'université du Missouri. En outre, Nightingale gale commence à analyser les statistiques de l'avancement des femmes dans le domaine de l'éducation scientifique. Elle était préoccupée par le manque d'opportunités offertes aux femmes pour les aider à progresser dans le domaine de l'éducation scientifique. Elle s'est utilisée comme étude de cas car, par rapport à la moyenne des hommes de l'époque, il a fallu à Nightingale deux fois plus de temps pour devenir professeure, 30 ans au lieu des 15 habituels. En outre, tout au long de sa carrière professionnelle, Nightingale est membre de plusieurs groupes d'honneur prestigieux. Non seulement Nightingale était membre de l'American Chemical Society, mais elle est également vice-présidente et trésorière de la division de la société chimique du Missouri. Elle est également vice-présidente locale de Phi Beta et présidente locale de Sigma Delta Epsilon.